# Dynamite Girls
Pour plus de détails, voir Fiche technique et Distribution.
Dynamite Girls (The Great Texas Dynamite Chase) est une comédie policière érotique américaine sortie en 1976,, réalisée par Michael Pressman au début de sa carrière de réalisateur.

## Synopsis
Évadée de prison, Candy Morgan entre dans une banque du Texas, et menace de tout faire sauter avec un bâton de dynamite. La réceptionniste, Ellie-Jo Turner, qui vient de se faire virer par son patron pour ses retards répétés, l'aide à réussir son holdup. Peu après, Candy prend Ellie-Jo qui fait de l'auto-stop. Les deux filles décident de faire équipe pour réitérer l'aventure du premier holdup. Candy séduit le gardien d'une réserve de dynamite, et l'aventure continue. Un jour, elles prennent Slim en otage au cours du braquage d'un magasin. Il s'intègre facilement à la bande, et file avec Ellie-Jo le parfait amour, jusqu'à ce que les policiers retrouvent leurs traces.

## Fiche technique
- Titre en France : Dynamite Girls[3]
- Titre original anglais : The Great Texas Dynamite Chase ou Dynamite Women[4]
- Genres : comédie, policier, érotique
- Réalisation : Michael Pressman
- Scénario : David Kirkpatrick
- Musique : Craig Safan
- Production : David Irving (en)
- Photographie : Jamie Anderson
- Montage : Millie Moore
- Durée : 90 minutes
- Année de sortie : 1976
- Pays de production :  États-Unis
- Langue originale : anglais américain
- Studio : Yasny Talking Pictures II
- Distribution : New World Pictures
- Dates de sortie en salle :
  - États-Unis : 18 août 1976[5]
  - France : 25 mai 1977[3]

## Distribution
- Claudia Jennings (VF : Marion Loran) : Candy Morgan
- Tara Strohmeier : Pam Morgan
- Jocelyn Jones (VF : Béatrice Delfe) : Ellie-Jo Turner
- Miles Watkins : boyfriend
- Nancy Bleier : Carol
- Buddy Kling (VF : Yves Barsacq) : Mr. Sherman
- Oliver Clark : officier Andy
- Tom Rosqui (en) (VF : Edmond Bernard) : Jason Morgan
- Ed Steef : Todd
- Danny Sullivan : jeune texan
- Bart Braverman : Freddie
- Peggy Brenner : employé de banque
- Jim Boles : Mr. Ralston
- Christopher Pennock (VF : Daniel Gall) : Jake
- Priscilla Pointer (VF : Janine Forney) : Miss Harris
- Johnny Crawford (VF : Marc François) : Slim
- Jack Livingston (VF : Roger Lumont) : M. Scott, le directeur de la banque
- Eric Boles (VF : Thierry Bourdon) : Johnny, l'employé de l'hôtel de luxe
- Stefan Gierasch (VF : Albert Augier) : le réceptionniste de l'hôtel de luxe
- Tony Corea (VF : Gérard Hernandez) : le fermier mexicain
- Marvin J. Mc Intyre (VF : Gérard Hernandez) : le policier caché dans la voiture

## Réception
Le magazine Variety décrit le film comme : « a good example of a well-made exploitation film which works on two levels, providing kicks for the ozoner crowd and tongue-in-cheek humor for the more sophisticated » (« un bon exemple de film d'exploitation bien fait qui fonctionne à deux niveaux, offrant des blagues pour la foule des ciné-parcs et un humour pince-sans-rire pour les plus sophistiqués »).
Pour Vincent Canby du The New York Times : « Like every other low-budget, regional melodrama of this kind, the movie is virtually constructed of automobile chases in which every shot of the lead car turning a corner, hitting a bump or swerving to avoid a truck must be repeated by a shot of the pursuing car dealing with the same set of circumstances » (« Comme tous les autres mélodrames régionaux à petit budget de ce type, le film est pratiquement construit à partir de poursuites automobiles dans lesquelles chaque plan de la voiture de tête prenant un virage, heurtant une bosse ou faisant une embardée pour éviter un camion doit être répété par un plan de la voiture poursuivante face au même ensemble de circonstances »).
Pour Linda Gross du Los Angeles Times : « Producer David Irving makes an auspicious first feature debut in this stylish and enjoyable fantasy about friendship among thieves » (« Le producteur David Irving fait un premier long métrage de bon augure dans cette fiction élégante et agréable sur l'amitié entre voleurs »).